# Список об'єктів Світової спадщини ЮНЕСКО в Латвії
Список об'єктів Світової спадщини ЮНЕСКО в Латвії станом на 2015 рік налічує 2 найменування, що приблизно становить 0,2 % загальної кількості об'єктів Світової спадщини у світі (1031 станом на 2015 рік). Обидва латвійські об'єкти світової спадщини є пам'ятками культурного типу (критерії i-vi).
Латвія ратифікувала Конвенцію ЮНЕСКО про охорону всесвітньої культурної і природної спадщини 10 січня 1995 року, а перша пам'ятка з Латвії — Історичний центр Риги — потрапила до переліку Світової спадщини 1997 року. 2005 року до списку потрапили 2 пункти геодезичної дуги Струве, котрі розташовані на території країни.

## Пояснення до списку
У таблицях нижче об'єкти розташовані у хронологічному порядку їх додавання до списку Світової спадщини ЮНЕСКО.
Кольорами у списку позначено:
На мапах кожному об'єкту відповідає червона позначка (), якщо кілька пам'яток внесені до списку як один об'єкт Світової спадщини, то їх відмічено позначками інших кольорів.

## Розташування об'єктів
| Історичний центр Риги Пункт «Сесту-Калнс» Пункт «Якобштадт»class=notpageimage\| Об'єкти Світової спадщини ЮНЕСКО на мапі Латвії · — Пункти геодезичної дуги Струве |

## Список
| № | Зображення | Назва                                                                  | Розташування | Час створення | Рік внесення до списку | №                                                 | Критерії   |
| - | ---------- | ---------------------------------------------------------------------- | --- | ------------- | ---------------------- | ------------------------------------------------- | ---------- |
| 1 |            | Історичний центр Риги (латис. Rīgas vēsturiskā centra)                 | місто Рига | 1158          | 1997                   | 852 [Архівовано 11 липня 2017 у Wayback Machine.] | i, ii      |
| 2 |            | Геодезична дуга Струве (англ. Struve Geodetic Arc) * Зеєсту * Єкабпілс | Латвія (спільно з Білорусcю , Естонією , Литвою , Молдовою , Норвегією , Росією , Україною , Фінляндією та Швецією ) | 1816—1855     | 2005                   | 1187                                              | ii, iv, vi |

## Розташування кандидатів
| Гробіня Історичний центр Кулдиги Звивини Даугавиclass=notpageimage\| Кандидати до списку Світової спадщини ЮНЕСКО у Латвії |

## Попередній список
Попередній список — це перелік важливих культурних і природних об'єктів, що пропонуються включити до Списку всесвітньої спадщини. Станом на 2015 рік до переліку об'єктів Світової спадщини ЮНЕСКО в Латвії запропоновано внести ще 3 об'єкти. Їхній повний перелік наведено у таблиці нижче.
| № | Зображення | Назва                                                                   | Розташування                     | Час створення     | Рік внесення до списку | №                                                    | Критерії    |
| - | ---------- | ----------------------------------------------------------------------- | -------------------------------- | ----------------- | ---------------------- | ---------------------------------------------------- | ----------- |
| 1 |            | Пам'ятки епохи вікінгів Археологічний комплекс Гробіні (латис. Grobiņa) | Гробіньський край                | VII—XIII століття | 2011                   | 5608 [Архівовано 13 травня 2015 у Wayback Machine.]  | iii         |
| 2 |            | Старе місто Кулдиги та долина річки Вента (латис. Kuldīga/Venta)        | Кулдизький край                  | XIII—XX століття  | 2011                   | 5609 [Архівовано 20 вересня 2017 у Wayback Machine.] | ii, iv, vii |
| 3 |            | Звивини верхньої Даугави (латис. Daugavas loki)                         | Даугавпілський, Карсавський краї | —                 | 2011                   | 5610 [Архівовано 10 травня 2015 у Wayback Machine.]  | v, viii, x  |